# 天一科技
天一科技（简称：天一科技，曾用简称“天一泵业”；深交所：000908）为一家注册地位于湖南省平江县、办公地址位于长沙市，机械制造业为主的上市公司。公司生产、销售系列高低压成套开关设备、高压真空断路器；生产、销售系列工、农业用泵及与泵站工程相配套的自动控制设备、电器机械及器材；从事干燥设备的研究、设计、生产、销售和技术服务；销售机械电子产品，金属材料、化工产品（不含危险品）；研究、开发、生产、销售电子数字信息技术、高新技术产业和教育产业；经营本企业生产的机电产品、成套设备及相关技术的出口业务，本企业生产所需的原辅材料、机械设备、仪器仪表、零配件技术的进口业务，开展三来一补业务。2010年，公司销售收入20,092.19万元，净利润299.17万元。公司注册地址为平江县城关镇南街；办公地点位于长沙市韶山北路338号华盛花园3栋7层。
天一科技系1998年6月，拟定由平江潜水电泵总厂为主发起人，联合泰和集团、通海公司共同发起，在改组平江潜水电泵总厂的基础上，采取募集方式设立的股份有限公司。平江潜水电泵总厂前身为始建于1958年平江县农机厂。1999年1月28日，天一科技于深圳证券交易所上市交易。到2010年12月31日，公司总资产47,137.34万元，总股本28,000万股。天一科技的控股机构为中国长城资产管理公司，其持股比重占53.86%。